# Списак тврђава у Северној Македонији
Списак тврђава у Северној Македонији представља списак остатака средњовековне фортификационе архитектуре на територији Северне Македоније, рађен на основу података које је сакупио Александар Дероко. На списку се налазе:
- Тврђаве
- Утврђене куле (тзв. „донжон куле“)
- Манастирска утврђења

Овај списак није коначан и у фази је израде, а на њему се налази више назива за исту утврду ради лакшег сналажења.
А · Б · В · Г · Д · Ђ · Е · Ж · З · И · Ј · К · Л · Љ · М · Н · Њ · О · П · Р · С · Т · Ћ · У · Ф · Х · Ц · Ч · Џ · Ш

## М
- Марков Град (Марковите кули, Прилепски Град) - Тврђава у Прилепу, која је припадала Марку Краљевићу. Данас има рушевина утврде.

## О
- Охридски Град (Самуилова тврђава) - Утврда у Охриду. Данас има очуваних рушевина.

## П
- Прилепски Град(Маркови кули, Марков Град) - Тврђава у Прилепу, која је припадала Марку Краљевићу. Данас има рушевина утврде.

## С
- Самуилова тврђава (Охридски Град) - Утврда у Охриду. Данас има очуваних рушевина.